# Dragan Džajić
Dragan Džajić (szerbül: Драган Џајић; Ub, 1946. május 30. –) jugoszláv válogatott labdarúgó. Általános vélekedés szerint korának egyik legjobb balszélsője, egyben a jugoszláv, majd szerb labdarúgás legnagyobb alakja. Elsősorban pontos keresztlabdáiról, szabadrúgásairól és kiismerhetetlen cselező készségéről volt ismert. Néhány szakember szerint Džajićot méltatlanul alul értékelik és felejtik el, ha a labdarúgás nagyjait sorolják fel a szakemberek, vélekedések szerint ez elsősorban származásának köszönhető. 2011 decemberében a Goal.com a valaha Európában játszó játékosok álom tizenegyébe választotta. 2016-ban az UEFA a valaha volt legjobb 50 európai labdarúgó közé választotta.

## Pályafutása

### Crvena zvezda
Džajić a viszonylag ismeretlen FK Jedinstvo csapatából került a belgrádi Crvena zvezdához Miljan Miljanić utánpótlásedző közbenjárásával, akinek csapatában két évet töltött mielőtt felkerült a felnőttek közé.
Milorad Pavić, a zvezda akkori vezetőedzője 17 évesen és nyolc naposan állította be először bajnoki mérkőzésen a Budućnost Titograd elleni 0-0 alkalmával 1963. június 8-án. Ez volt az 1962-1963-as bajnoki idény utolsó fordulója, a nagy rivális FK Partizan megnyerte a bajnoki címet, a Crvena pedig mindössze a 7. helyen zárt. A mérkőzést az Omladinski Stadionban rendezték, ezt követően kezdődött a mára legendássá vált Marakana építése.
Džajić kezdetekben bal hátvédet játszott, majd később egy sorral előrébb szerepelt a középpálya bal szélén és eredményes párost alkotott Vojin Lazarevićcsel, aminek eredményeképp 1964-ben, 1968-ban, 1969-ben, 1970-ben és 1973-ban is bajnoki címet ünnepelhetett, 1964-ben, 1968-ban, 1970-ben és 1971-ben pedig a kupagyőzelmet is sikerült megszereznie csapattársaival.
Az 1970-1971 szezonban a Crvena zvezda első jugoszláv csapatként egészen az elődöntőig jutott a Bajnokcsapatok Európa-kupája az évi kiírásában, és a döntőbe jutás is csak kevésen múlott. A görög Panathinaikósz ellen hazai pályán 4-1-es győzelmet követően a visszavágón 3-0-s vereség és kiesés következett az eltiltott Džajić nélkül.
Kétéves franciaországi kitérőt követően 1977-től 1978-ig még játszott a Crvenába, majd bejelentette visszavonulását. Karrierje során 590 tétmérkőzést játszott és 287 gólt lőtt a belgrádi együttes színeiben, mellyel öt bajnoki címet és négy jugoszláv kupagyőzelmet szerzett. 1969-ben megkapta az Aranyjelvényt. Pelé 2001-ben beválasztotta a FIFA 100–ba a 2013-ban minden idők legjobb jugoszláv labdarúgójának választott Džajićot.

### SC Bastia
1975-től 1977-ig a francia SC Bastia játékosa volt, ahol 56 bajnoki mérkőzésen 31 gólt jegyzett.

### Válogatott

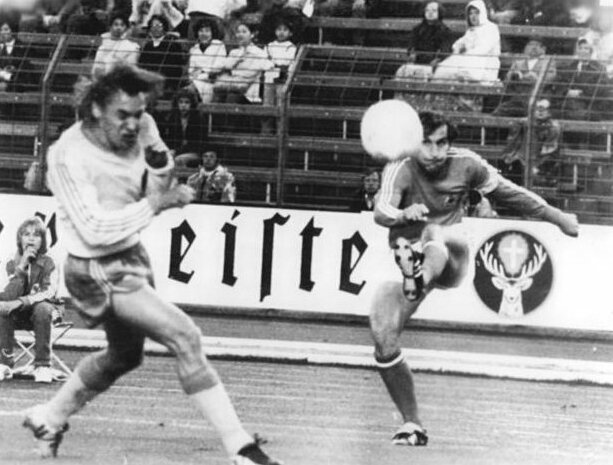
Džajić (jobbra) a svéd Jan Olsson ellen az 1974-es világbajnokságon

Džajić 18 évesen mutatkozott be a jugoszláv válogatottban, 1964. június 17-én a Románia elleni 2-1-es vereség alkalmával. Az 1968-as Európa-bajnokság elődöntőjében a világbajnok Anglia ellen a 87. percben lőtt gólt Gordon Banksnek, eldöntve a mérkőzést, Jugoszlávia 1-0-ra legyőzte ellenfelét. A brit sajtó „mágikus Dragannak” nevezte. Az olaszok elleni döntőben 2-0-s vereséget szenvedtek, Džajić később így nyilatkozott a mérkőzésről:
Dienst játékvezető volt az Azzurri tizenkettedik embere. Ilyen körülmények között a mi generációnk sem tudott aranyérmet nyerni. Az is nagy hátrány volt, hogy Ilija Petković nem játszhatott, vele sokkal erősebbek lettünk volna.
Az 1974-es világbajnokságon, az első csoport körben jobb gólkülönbséggel Brazília előtt végeztek. A második csoport körben azonban pont nélkül estek ki a tornáról.
Džajić a balkán csoda - egy igazi varázsló. Csak azt sajnálom, hogy nem brazil, mert még soha nem láttam ilyen tehetséges futballistát.

## Visszavonulása után
1978-ban a Crvena Zvezda vezetőségében kapott szerepet, ő lett a klub technikai igazgatója, így ő felelt az átigazolásokért is. 1998-ban Džajić lett a klub elnöke, majd 2004-ben egészségügyi okokból lemondott minden pozíciójáról.
2011. január 31-én tárgyalások kezdődtek korrupciós ügyekben, a vád szerint Džajić elnöksége alatt sorozatos csalásokat követtek el játékosok értékesítése folyamán. A legnagyobb vihart Nemanja Vidić ügye kavarta, bár Džajić tagadta a vádakat. Végül a vádat ejtették, 2012. november 16-án Tomislav Nikolić, Szerbia elnöke aláírt egy okiratot mely felmentette őt minden vádpont alól.
2012. december 19-én újból a klub elnökének választották.

## Sikerei, díjai
- FK Crvena zvezda:
  - Jugoszláv bajnok: 1963-64, 1967-68, 1968-69, 1969-70, 1972-73
  - Jugoszláv kupagyőztes: 1963-64, 1967-68, 1969-70, 1970-71
  - Közép-európai kupa győztes: 1968
- Jugoszlávia:
  - Labdarúgó-Európa-bajnokság: 1968  Ezüst
  - Mediterrán játékok: 1971  Arany
- Egyéni elismerései:
  - A Labdarúgó-Európa-bajnokság gólkirálya: 1968 (2 góllal)
  - Az Európa-bajnokság legjobb tizenegyének tagja: 1968, 1976
  - Aranylabda-szavazás, 3. hely: 1968
  - Aranyjelvény
  - A Crvena zvezda legjobb sportolója: 1966, 1967, 1968, 1969, 1970

## Fordítás
- Ez a szócikk részben vagy egészben  a   Dragan Džajić című angol Wikipédia-szócikk fordításán alapul.  Az eredeti cikk szerkesztőit annak laptörténete sorolja fel. Ez a jelzés csupán a megfogalmazás eredetét és a szerzői jogokat jelzi, nem szolgál a cikkben szereplő információk forrásmegjelöléseként.